# Stenskärsdjupet
Stenskärsdjupet är ett sund i Finland. Den ligger i kommunen Malax i landskapet Österbotten, i den västra delen av landet, 400 km nordväst om huvudstaden Helsingfors.
Stenskärsdjupet löper mellan Stenskäret i väster och Bockskäret i öster. I söder hänger det ihop med Stenskärsfjärden.